# Saint-Nicolas-de-Pierrepont
Saint-Nicolas-de-Pierrepont település Franciaországban, Manche megyében. Lakosainak száma 299 fő (2022. január 1.). Saint-Nicolas-de-Pierrepont Doville, Saint-Sauveur-de-Pierrepont és La Haye községekkel határos.

## Népesség
A település népessége az elmúlt években az alábbi módon változott:
| Lakosok száma | 290  | 300  | 315  | 306  | 307  | 305  | 304  | 301  | 299  |
|               | 2013 | 2015 | 2016 | 2017 | 2018 | 2019 | 2020 | 2021 | 2022 |